# Герб комуни Вільгельміна
Герб комуни Вільгельміна (швед. Vilhelmina kommunvapen) — символ шведської адміністративно-територіальної одиниці місцевого самоврядування комуни Вільгельміна. 

## Історія
Герб торговельного містечка (чепінга) Вільгельміна отримав королівське затвердження 1949 року. Тепер вживається як герб комуни, який було зареєстровано 1981 року. 
Після адміністративно-територіальної реформи, проведеної в Швеції на початку 1970-х років, муніципальні герби стали використовуватися лишень комунами. Тому тепер цей герб представляє комуну Вільгельміна, а не містечко.

## Опис (блазон)
У срібному полі скошені навхрест два сині вовчі списи з червоними кінцями і синіми оленячими рогами вгорі, над ними — синя з червоно-срібною обшивкою саамська шапка,  у відділеній хвилясто синій главі — срібна відкрита корона. 

## Зміст
Списи і шапка уособлюють саамську культуру і розвинене оленярство. Корону додано на честь короля Густава IV Адольфа, який надав назву цьому поселенню.